# Złota Gwiazda
Medal „Złota Gwiazda” (ros. Медаль «Золотая Звезда») – medal ustanowiony dekretem prezydium Rady Najwyższej ZSRR z dnia 1 sierpnia 1939 roku, reaktywowany 20 marca 1992 roku jako odznaczenie państwowe Federacji Rosyjskiej.

## W ZSRR
Medal ten otrzymywały wyłącznie osoby nagrodzone najwyższym w ZSRR tytułem honorowym – Bohatera Związku Radzieckiego. Mógł być nadawany wielokrotnie.
Opis odznaki medalu zatwierdzono w dniu 16 października 1939 roku (19 czerwca 1943 do opisu wprowadzono niewielkie poprawki). Wykonana była w formie pięcioramiennej gwiazdy o średnicy 30 mm. Ramiona gwiazdy były polerowane. rewers medalu był gładki z wypukłym napisem: Герой СССР (pol. „Bohater ZSRR”) i numerem medalu. Gwiazda zawieszana była na pozłacanej metalowej baretce o wys. 15 mm i szer. 19,5 mm, którą obciągnięto wstążką czerwonego koloru. Waga gwiazdy (bez baretki) wynosiła 21,5 gramów i wykonana była ze złota próby 950.

## W Federacji Rosyjskiej
Po rozwiązaniu ZSRR, w nowo powstałej Federacji Rosyjskiej, 20 marca 1992 roku ustanowiono medal „Złota Gwiazda” dla osób uhonorowanych wyróżnieniem specjalnym – tytułem Bohatera Federacji Rosyjskiej. Od poprzedniej wersji Medalu różni się on wstążką o pionowych pasach w kolorach flagi Rosji: białym, niebieskim, czerwonym oraz napisem na odwrotnej stronie: Герой России („Bohater Rosji”).

## W innych krajach
Medal w formie nawiązującej do radzieckiej istnieje także na Białorusi (Medal Bohatera Białorusi, ros. Медаль Героя Беларуси, biał. Медаль Героя Беларусі), Ukrainie (Order Złota Gwiazda Bohatera Ukrainy, ukr. Орден Золота Зірка Героя України), w Azerbejdżanie (Złota Gwiazda Narodowego Bohatera Azerbejdżanu, azer. Azərbaycan milli qəhrəmanı), w Kazachstanie (Złota Gwiazda Narodowego Bohatera Kazachstanu, kaz. Халық қаһарманы), w Tadżykistanie (Złota Gwiazda Bohatera Tadżykistanu, tadż. Қаҳрамони Тоҷикистон), w Uzbekistanie (Złota Gwiazda Bohatera Uzbekistanu, uzb. Oʻzbekiston qahramoni), w Turkmenistanie (Złota Gwiazda Bohatera Turkmenistanu, turkm. Türkmenistanyň Gahrymany), w Kirgistanie (Złota Gwiazda Bohatera Republiki Kirgiskiej, kirg. Кыргыз Республикасынын Баатыры) oraz w latach 2014–2022 w nieuznawanej Donieckiej i Ługańskiej Republice Ludowej (Medal Złota Gwiazda Bohatera Donieckiej Republiki Ludowej, ros. Медаль Золотая Звезда Героя Донецкой Народной Республики i Medal Złota Gwiazda Bohatera Ługańskiej Republiki Ludowej, ros. Медаль Золотая Звезда Героя Луганской Народной Республики).
W okresie komunistycznym Złota Gwiazda istniała także w większości krajów bloku wschodniego: w Czechosłowacji (Złota Gwiazda Bohatera Czechosłowackiej Republiki Socjalistycznej, cz. Hrdina Československé socialistické republiky), NRD (Złota Gwiazda Bohatera NRD, niem. Goldener Stern „Held der DDR”), Bułgarii (Bohater Ludowej Republiki Bułgarii, bułg. Герой на Народна република Българи), Rumunii (Złota Gwiazda Bohatera Socjalistycznej Republiki Rumunii, rum. Erou al Republicii Socialiste România), Albanii (Bohater Albanii, alb. Hero i Popullit) i Jugosławii (Order Bohatera Narodowego, serb.-chorw. Орден народног хероја, Orden narodnog heroja – wersja jugosłowiańska najbardziej różniła się wyglądem, jak i nazwą). Występuje do dziś także w państwach komunistycznych spoza obszaru poradzieckiego – na Kubie (Medal Złotej Gwiazdy Bohatera Republiki Kuby (hiszp. Héroe de la República de Cuba), w Wietnamie (Order Złotej Gwiazdy, wiet. Huân chương Sao vàng) i Korei Północnej (Złota Gwiazda Bohatera KRLD, kor. 공화국영웅).

Złota Gwiazda Bohatera Białorusi
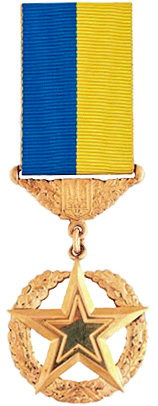
Złota Gwiazda Bohatera Ukrainy
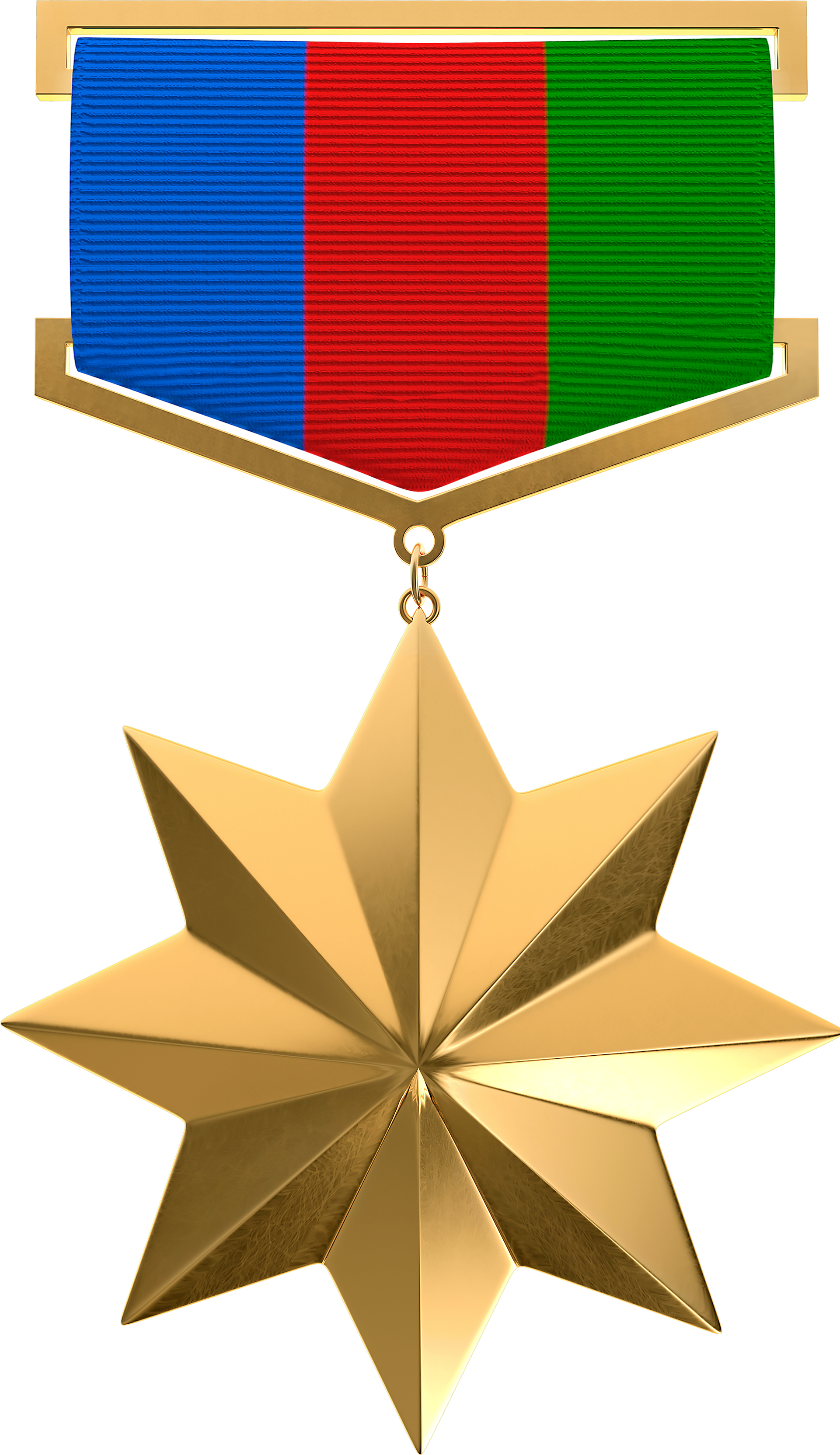
Złota Gwiazda Narodowego Bohatera Azerbejdżanu
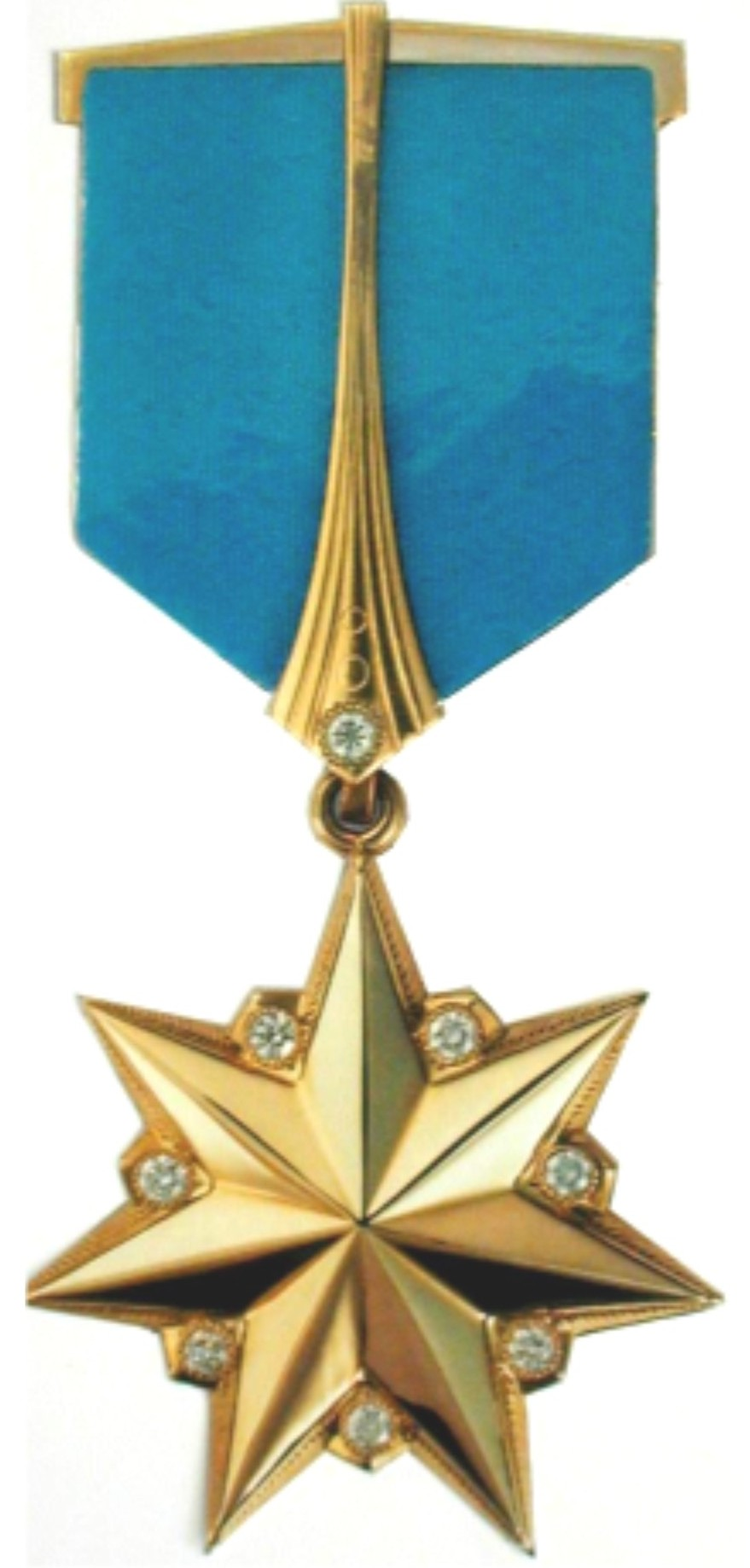
Złota Gwiazda Bohatera Kazachstanu
Złota Gwiazda Bohatera Tadżykistanu
Złota Gwiazda Bohatera Uzbekistanu
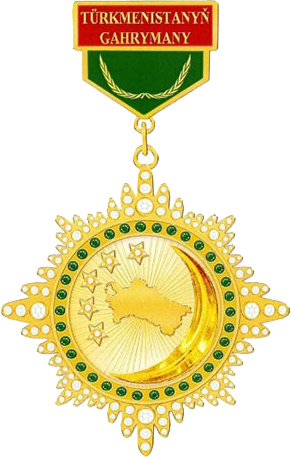
Złota Gwiazda Bohatera Turkmenistanu
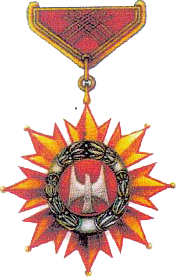
Złota Gwiazda Bohatera Republiki Kirgiskiej
Złota Gwiazda Bohatera Donieckiej Republiki Ludowej (2014–2022)
Złota Gwiazda Bohatera Ługańskiej Republiki Ludowej (2014–2022)

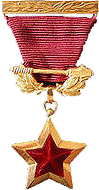
Złota Gwiazda Bohatera Czechosłowackiej Republiki Socjalistycznej
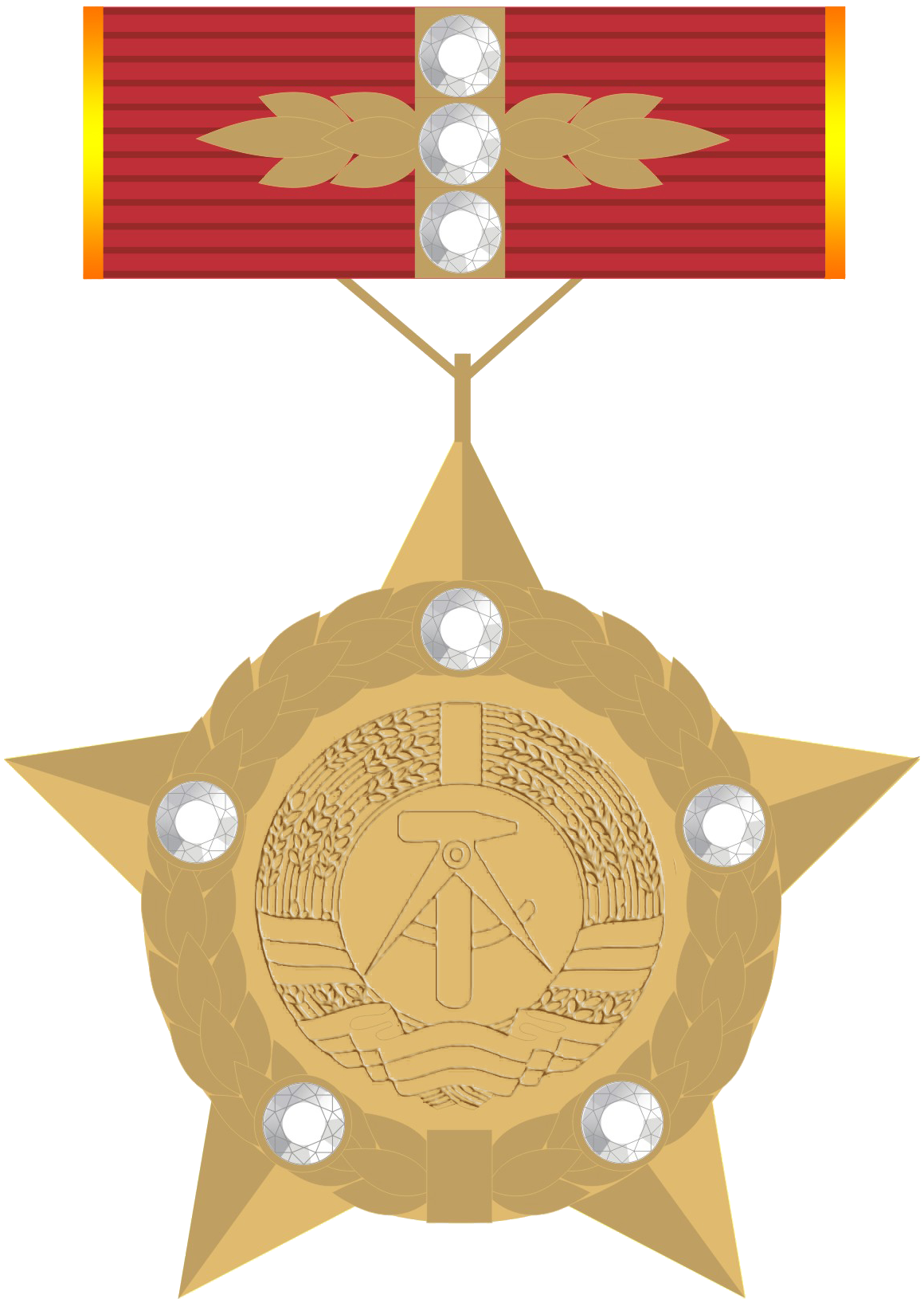
Złota Gwiazda Bohatera NRD
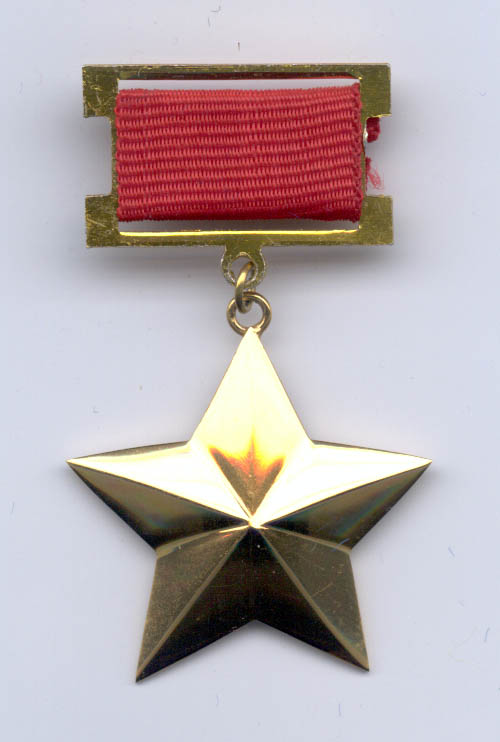
Złota Gwiazda Bohatera Ludowej Republiki Bułgarii
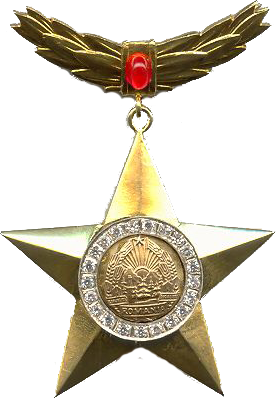
Złota Gwiazda Bohatera Socjalistycznej Republiki Rumunii
Złota Gwiazda Bohatera Albanii
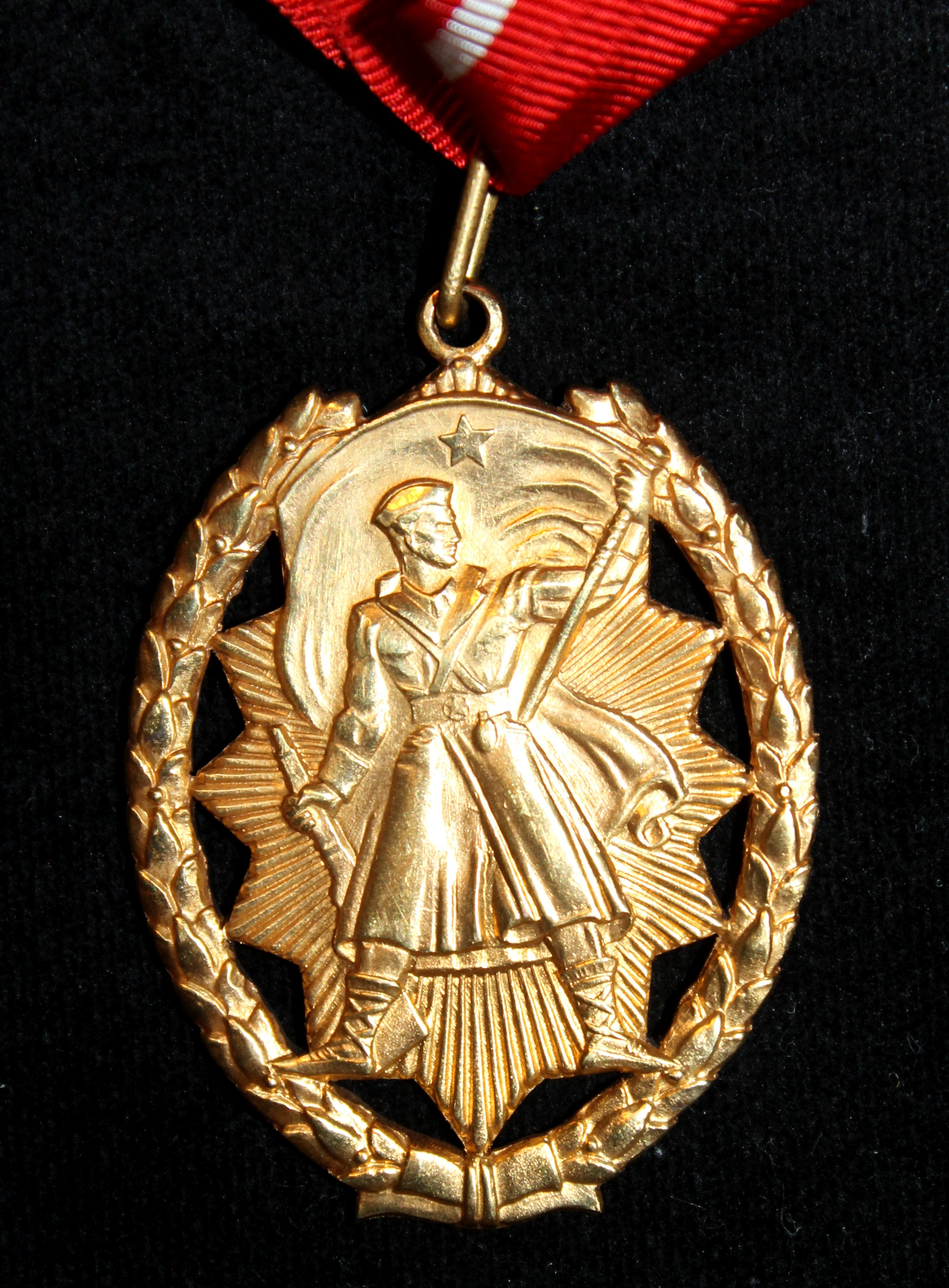
Order Bohatera Narodowego (Jugosławia)
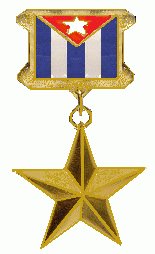
Złota Gwiazda Bohatera Kuby
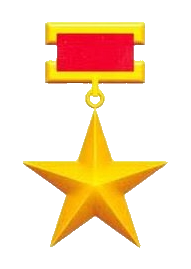
Order Złotej Gwiazdy (Wietnam)
Złota Gwiazda Bohatera KRLD